# Gallus Anonymus
Gallus Anonymus, også kendt under sin poloniserede variant Gall Anonim, er det navn, der traditionelt gives til den anonyme forfatter til Gesta principum Polonorum (Polakkernes fyrsters gerninger), skrevet på latin mellem 1112 og 1118. Gallus anses generelt for at være den første historiker, der har beskrevet Polens historie. Hans Krøniker er en obligatorisk tekst til universitetskurser i polsk historie. Meget lidt er kendt om forfatteren selv, og det er en udbredt opfattelse, at han var en udlænding.

## Martin Cromer
Den eneste kilde til Gallus' rigtige navn er en note i margenen, lavet af prins-biskop af Warmia Marcin Kromer (1512-89) på folio 119 af "Heilsberg-manuskriptet". Den lyder: Gallus hanc historiam scripsit, monachus, opinor, aliquis, ut ex proemiis coniicere licet qui Boleslai tertii tempore vixit (Gallus skrev denne historie, en eller anden munk, efter min mening, der levede på Bolesław 3. Krzywousty tid, som det kan formodes ud fra forordet.') Det vides ikke, om Kromer har tænkt sig ordet "Gallus" som et egennavn eller som en henvisning til forfatterens nationalitet (Gallus betyder i denne periode normalt "en franskmand"), ej heller hvad han baseret sin identifikation på. 
Heilsberg-manuskriptet, der var et af tre eksisterende vidnesbyrd til Gesta principum Polonorum, blev skrevet mellem 1469 og 1471. Fra midten af det 16. til det 18. århundrede blev det opbevaret i byen Heilsberg (i dag Lidzbark Warmiński, Polen). Det blev senere udgivet på foranledning af prins-biskop af Warmia Adam Stanisław Grabowski (1698-1766).

## Oprindelse
Forfatteren af Gesta skrev kun lidt om sig selv og han er ikke beskrevet i samtidige kilder. Hvad Gallus skrev om sig selv, kan opsummeres som følger: Før han tog til Polen, tilbragte han sandsynligvis noget tid i Ungarn, hvor han mødte den polske hertug Boleslaw 3. Wrymouth; han var en pilgrim der ærede Sankt Giles ; og han vidste lidt om Skandinavien.
Historikere er enige om, at Gallus' skrivestil indikerer en betydelig uddannelse, som kun var tilgængelig for adelsmænd og munke, og at han var en erfaren forfatter, og dermed sandsynligvis også har forfattet tidligere værker.
Ved Vajdahunyad Slot i Budapests findes en stemningsfuld bronzestatue af en siddende Anonymus i munkekappe, hvor hætten skjuler hans ansigt.
Gallus' oprindelsessted er ukendt, men der er fremført flere teorier. Traditionel videnskab har antaget, at han var fransk (deraf Gallus), måske fra Frankrig eller Flandern. Plezia har antydet, at han var en munk fra Saint Giles' Kloster i Provence, Frankrig.
Nogle forskere har påpeget, at Gallus' skrivestil ligner Hildebert af Lavardins (alias Hildebert af Tours) og har troet, at Gallus var blevet uddannet i Le Mans eller, ifølge Zathey, i Chartres eller i Normandiet.

## Indflydelse
Den anonyme forfatter af Gesta påvirkede Polens historie, ved at hans version af den tidlige polske historie fastholdt herskerens autoritet til at være underlegen i forhold til Guds, som var udtrykt af folkets stemme (som i det latinske ordsprog: " Vox populi, vox Dei ").
Dette koncept forstærkede polakkernes valgtraditioner og deres tilbøjelighed til at adlyde og stille spørgsmålstegn ved autoritet. Via krønniker af Wincenty Kadłubek og prædikener af Stanisław af Skarbimierz bidrog det til udviklingen af den unikke "gyldne frihed", der karakteriserede den polsk-litauiske realunion, hvis konger blev valgt og var forpligtet til at adlyde Sejmen (parlamentet).